# Силвија
Силвија је интернационално женско име.